# Rythme biologique
Pour les articles homonymes, voir Rythme (homonymie).
Un rythme biologique correspond « à la variation périodique ou cyclique d'une fonction spécifique d'un être vivant », qu'il soit d'origine physiologique ou biochimique. 
On en distingue trois types : circadien, infradien et ultradien.  
Ils jouent un rôle majeur dans le fonctionnement des organismes vivants, par exemple chez l'animal dans le cas des pulsations cardiaques, des mouvements de paupières ou respiratoires, des rythmes repas/digestion, des états alternés de veille et sommeil, des cycles de l'ovulation, des rythmes de floraison et fructification chez les plantes, ou de la fructification saisonnière des champignons, ou encore en termes de migration animales, changement saisonnier de couleur ou épaisseur de pelage, etc. 
Ils sont dans ces cas principalement contrôlés par la mélatonine et les noyaux suprachiasmatiques, essentiellement sous l'effet de l'exposition à la lumière (pour certaines longueurs d'onde,,, et à partir d'une certaine intensité,, heure et durée, et selon le modèle des séquences d'exposition ou la durée d'impulsions lumineuses). 
Ces rythmes sont importants dans la synchronisation de nos comportements habituels (alimentation, sommeil, etc.). Une désynchronisation avec le rythme circadien peut être source de troubles divers (immunitaires, humeur, régulation de la température, cardiovasculaires, sommeil attention, mémoire, etc),,, notamment chez les travailleurs de nuit. Une exposition excessive à l'éclairage artificiel, de nuit, surtout dans certaines longueurs d'onde est donc une source de perturbation endocrinienne, une situation considérée par l'OMS et l'IARC, depuis décembre 2007, comme « potentiellement cancérigène » dans le cas du travail posté,).
Différents types d'« oscillateurs moléculaires » existent, dont chez des champignons (ex. : Neurospora crassa). Un rythme circadien bactérien a été mis en évidence, et en grande partie expliqué, chez des bactéries photosynthétiques (cyanobactéries). Certaines cellules perçoivent la lumière, même chez un animal pathologiquement ou naturellement aveugle.

## Typologie
Il existe de nombreux modèles de rythmes biologiques majeurs qui en prédéterminent d'autres, éventuellement « en cascade ». 
Les plus connus, chez les mammifères, concernent les cycles de sécrétion hormonaux (mélatonine, cortisol) influençant leur physiologie tout entière (température corporelle, attention et éveil, cycles veille sommeil, régénération cellulaire, migration, sexualité, reproduction).
Une relative prévisibilité des rythmes biologiques permet de mieux comprendre les périodes d'activité des prédateurs, de disponibilité de nourriture, de reproduction, etc. Chez l'être humain, ils ont même permis de mieux comprendre et prévoir l'occurrence des accidents.
D'autres paramètres entrent en compte, mais la luminosité et la durée du jour et de la nuit sont les premiers et principaux stimuli les contrôlant : en activant ou inhibant des réactions physiologiques des organismes, ils rythment aussi les comportements de couples, de populations entières d'espèces, par exemple chez les bactéries cyanophycées photosynthétique et au-delà de cycles à l'échelle des écosystèmes, des biomes voire de la planète (pour certaines migrations animales). C'est une des raisons expliquant que la pollution lumineuse et la dégradation de l'environnement nocturne sont devenues des sujets de préoccupation, tant écologiques que sanitaires.
La mélatonine apparait dans cette perspective comme une hormone essentielle, pour l'humain et semble-t-il pour de nombreuses espèces puisqu'on a récemment découvert que diverses algues, plantes et champignons en produisaient également,.
Les animaux aquatiques (diurnes ou nocturnes) se calent sur les cadences solaire, lunaire et des marées. On a constaté que dans les grands fonds marins où le soleil ne pénètre jamais, des crustacés décapodes et des organismes fixés (moules) continuent à suivre ces rythmes (ex : les moules s'ouvrent et se ferment environ toutes les 12 heures au rythme des marées). Si ces moules sont ramenées en laboratoire et qu'on les expose à la lumière, elles se recalent sur le rythme jour/nuit.

## Caractérisation des rythmes biologiques
Un rythme biologique se caractérise par sa période, l'emplacement de l'acrophase (ou pic, ou sommet, ou zénith) de la variation dans l'échelle de temps de la période, l'amplitude et le niveau moyen de la variation (MESOR).

### Période
Intervalle de temps mesuré entre deux épisodes qui vont se reproduire à l'identique d'eux-mêmes au cours de la variation.
La période du rythme d'une variable biologique peut être obtenue par analyse spectrale, fournissant une estimation de la période prépondérante fondamentale et de ses harmoniques. On peut aussi l'obtenir via la connaissance du rythme des synchroniseurs (conditions expérimentales).
En fonction de la période prépondérante, la chronobiologie distingue trois grands domaines de rythmes :
- les rythmes circadiens, d'une période équivalant théoriquement à un jour (24 heures), mais qui varie en réalité de 20 à 28 heures ;
- les rythmes ultradiens, c'est-à-dire d'une fréquence plus rapide qu'un rythme circadien, donc d'une durée théoriquement inférieure à 24 heures ;
- les rythmes infradiens, c'est-à-dire d'une fréquence plus lente qu'un rythme circadien, donc d'une période supérieure à 24 heures. Parmi ceux-ci : 
  - les rythmes septénaires (environ une semaine),
  - les rythmes séléniens (28 jours),
  - les rythmes circamensuels (environ un mois),
  - les rythmes circannuels, ou saisonniers.

Certaines variables biologiques (production du cortisol plasmatique par exemple) peuvent manifester leur rythmicité dans plusieurs de ces domaines.

### Acrophase
L'acrophase (pic, ou zénith), dont l'opposé est la « batyphase » ou « bathyphase », est la position de la plus haute valeur de la variable biologique mesurée dans l'échelle du temps, pour la période considérée en fonction d'une référence temporelle.
Lorsque l'on se trouve dans le domaine circadien, le pic peut être donné en heures avec comme référence une heure (par exemple : minuit de l'heure locale). Il est possible de donner l'emplacement de l'acrophase par rapport à la température corporelle, mais cela reste beaucoup plus rare.
Lorsqu'on utilise la méthode du Cosinor, le pic sera le point le plus élevé de la fonction sinusoïdale, mais la plupart du temps on parle de pic au regard des valeurs expérimentales.

### Amplitude
La caractérisation est la même qu'en sciences physiques ou en mathématiques.
Elle représente la variabilité totale de la valeur biologique mesurée sur une période considérée.

### Mesor ou niveau moyen du rythme
MESOR pour Midline Estimating Statistic Of Rythm. Il s'agit de la moyenne arithmétique des mesures de la variable biologique.

## Propriétés des rythmes biologiques
Les rythmes biologiques ont une origine à la fois endogène et exogène :

### Origine endogène
D'origine génétique, ils sont innés (ils ne résultent pas d'un apprentissage individuel). Ils sont gouvernés par des horloges biologiques (ou garde temps).
Cette caractéristique peut être mise en évidence par une isolation (protocole de libre cours) durant laquelle les rythmes persistent sur une fréquence qui leur est propre.
Ces facteurs endogènes sont entraînés par des facteurs exogènes, les Zeitgebers ou Synchroniseurs.
L'origine endogène prend son origine de la constitution génétique de l'espèce et de ses individus. Il est possible qu'interviennent d'une part des gènes programmant directement le rythme considéré et d'autre part la structure d'ensemble de l'individu dépendant à la fois de l'ensemble des autres données génétiques et de facteurs socio-psycho-biologiques exogènes.
Chez les mammifères, les rythmes circadiens sont contrôlés par une horloge circadienne centrale localisée dans l'hypothalamus et des horloges secondaires (ou périphériques) présentes dans tous les organes. Ces dernières sont synchronisées, directement ou indirectement, par l'horloge centrale. Cette hiérarchie n'existe pas chez les invertébrés (comme les insectes), dont toutes les horloges, aussi bien cérébrale que périphériques, sont directement et principalement synchronisables par la lumière.
Il existe plusieurs gènes codant diverses horloges biologiques : on a, par exemple, décrit une horloge alimentaire qui réglerait la préparation digestive au repas à venir (Cf. Étienne Challet et al., Current Biology du 24 octobre 2006).

### Origine (centrale ou périphérique)
Toutes les cellules de l'organisme, et pas seulement celles qui appartiennent aux structures cérébrales plus spécialisées, ont une horloge propre, difficile à mettre en évidence in vitro dans les conditions habituelles du laboratoire. Benoît Kornmann et ses collaborateurs ont découvert la possibilité de laisser en activité ou d'annihiler l'horloge de cellules hépatiques ; cela a permis de déterminer que leur rythme circadien est à 90 % d'origine « locale » mais qu'il existe un impact « global » (central et/ou lié directement aux synchroniseurs externes) de 10 % au moins. Cette part, robuste, persiste lorsqu'on bloque l'horloge propre des cellules périphériques.

### Facteur d'entraînements exogènes
Le synchroniseur est un facteur externe au cerveau, environnemental (cycle jour/nuit), parfois social, mais toujours périodique, susceptible de modifier la période ou la phase d'un cycle biologique. Les synchroniseurs ne créent pas les rythmes biologiques mais ils en modifient la période et la phase.
Les agents principaux d'entraînement des rythmes chez l'homme sont naturels avec l'alternance activité/repos, lumière/obscurité au niveau quotidien, ou encore la photopériode (jours courts / jours longs) et la température au niveau annuel ou saisonnier, mais des signaux secondaires de nature cognitives modifient les premiers ; les indicateurs socio-écologiques jouent un rôle important dans ce domaine.

### Facteur d'âge
La sensibilité du rythme biologique à la lumière varie significativement avec l'âge,,,,,,, en partie à cause des modifications subies par le cristallin et la rétine avec le temps.
L'enfant produit par exemple proportionnellement beaucoup plus de mélatonine que l'adulte quand il est dans l'obscurité. Ce taux diminue avec l'âge toute la vie (jusqu'à 10 fois moins chez les personnes âgées que chez un enfant de 5 ans) ce qui est un des facteurs d'explication des insomnies plus fréquentes chez les personnes âgées.

### Conclusions et implications
Les rythmes biologiques sont donc dans une certaine mesure entraînables (un certain ajustement de la période des rythmes est possible), mais ils sont aussi persistants (démontré par des protocoles de free run ou libres cours, dans lesquels on coupe l'individu de tous signaux susceptibles de le resynchroniser).
Les rythmes circadiens, presque ubiquitaires, sont peut-être les rythmes biologiques les plus remarquables et les plus facilement observables. On peut déplacer leurs phases par induction, via la manipulation des synchroniseurs (lumière notamment, avec chez l'Homme deux pics de sensibilité : l'un à environ 555 nm (bleu-vert) et l'autre à environ 480 nm (bleu) mais qui se déplace vers 494 nm chez la personne âgée) et ainsi créer des avances ou des retards de ces phases. On peut ainsi pour certaines pathologies « remettre à l'heure » l'horloge biologique et donc l'organisation temporelle de l'organisme.
D'autres synchroniseurs — sociaux notamment — s'adressent au cortex. Ces signaux peuvent être appris. Grâce à un travail cérébral spécifique, tout signal perçu comme repère temporel peut devenir un synchroniseur et orienter notre « vécu » circadien, mais aussi, le cas échéant, circannuel, ultradien, etc. Autrement dit, notre « horlogerie » interne est influencée par le bruit des voisins, le déclenchement de la sonnerie du réveil, l'heure de passage du facteur, le moment quotidien pendant lequel telle personne a pris l'habitude de nous téléphoner, etc).
Chez l'être humain, les synchroniseurs sociaux ont un effet plus important que les synchroniseurs naturels, mais on observe des phénomènes semblables chez certains animaux sociaux qui se synchronisent grâce aux informations données par leurs congénères.
Un synchroniseur social peut en remplacer un autre par un phénomène d'apprentissage.

## Aspects pharmacodynamiques
Ces rythmes régulent les taux de nombreuses hormones. On cherche à mieux les prendre en compte pour l’administration de certains médicaments, qui doivent être délivrés à des moments et/ou rythmes précis pour en améliorer l’efficacité, faute de quoi le décalage par rapport au rythme biologique peut induire une perte d’efficacité et/ou une augmentation d'effets secondaires, voire dans certains cas un effet contraire à celui attendu.